# حومه جنوبی آتن
مجموعه از شهرک‌های اقماری در جنوب شهر آتن را حومه جنوبی آتن (به یونانی: Νότια Προάστια Αθηνών) خوانند . حومه جنوبی آتن مرز مشخصی ندارد ولی عموماً کوه‌های کرمازمنوس آنرا از شهر آتن جدا می‌کند .  حومه جنوبی آتن به خاطر توریستی بودن و تعدد هتل‌ها و رستوران مجلل‌تر از حومه شمالی این شهر می‌باشد .

## شهرک‌های اقماری
- وولا
- وولیاگمنی
- واری
- کیتسی
- پانوراما
- آلتیا
- سنت ایونیس
- سنت جورجیوس
- کروپی
- مارکوپولو مسگیاس
- کالویا توریکو
- کالویا پارالیاس
- لاگونیسی
- اسپاتا
- رافاتی
- پرایسا
- کاتو ژیتونیا
- زاپانی

## جاذبه‌های توریستی

### وولا

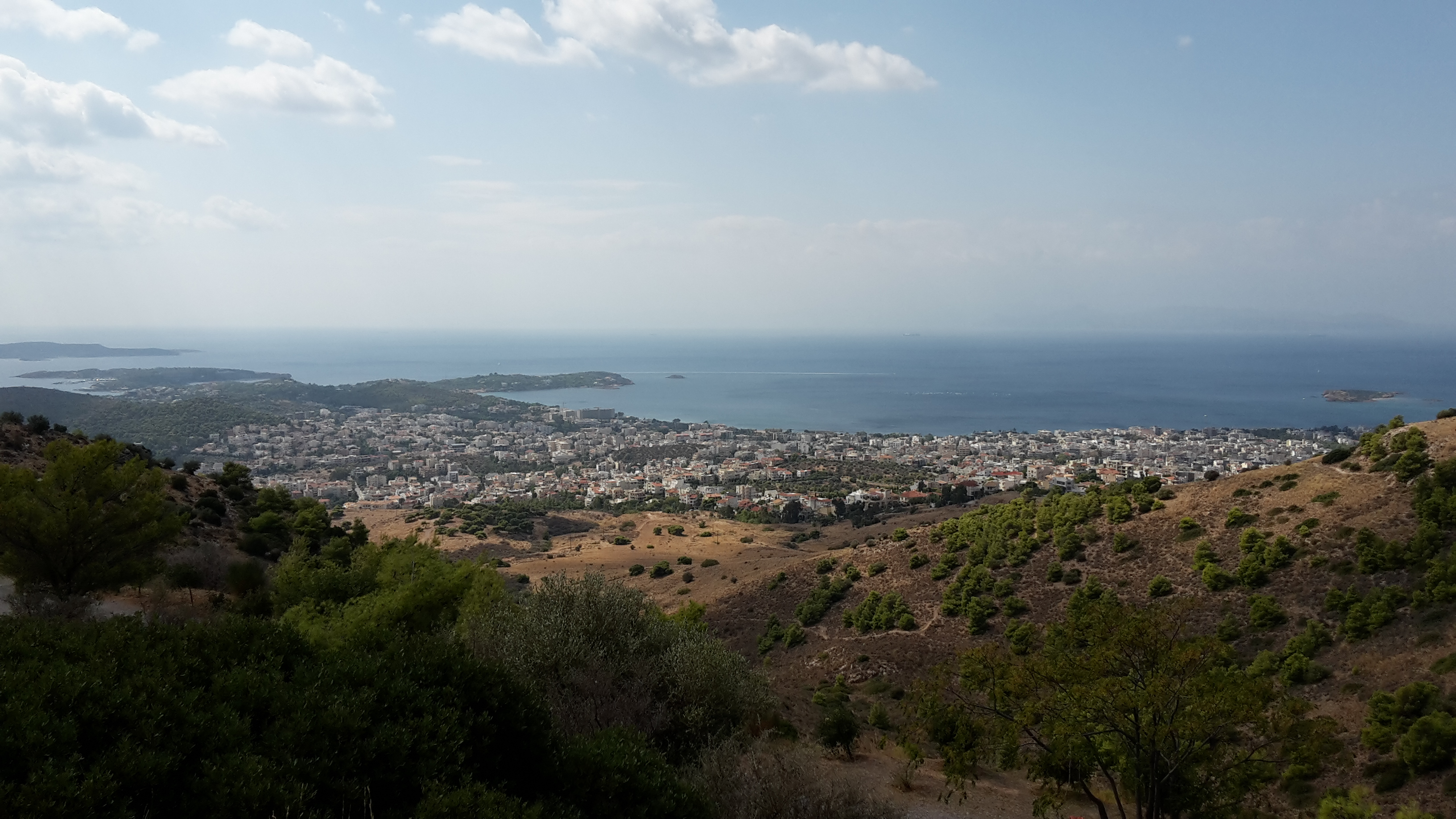
وولا

- پارک‌آبی وولا
- پارک پلیگروند
- کلیسای سنت نکتاروس
- غار آنتارتس
- غار وولاس

### وولیاگمنی

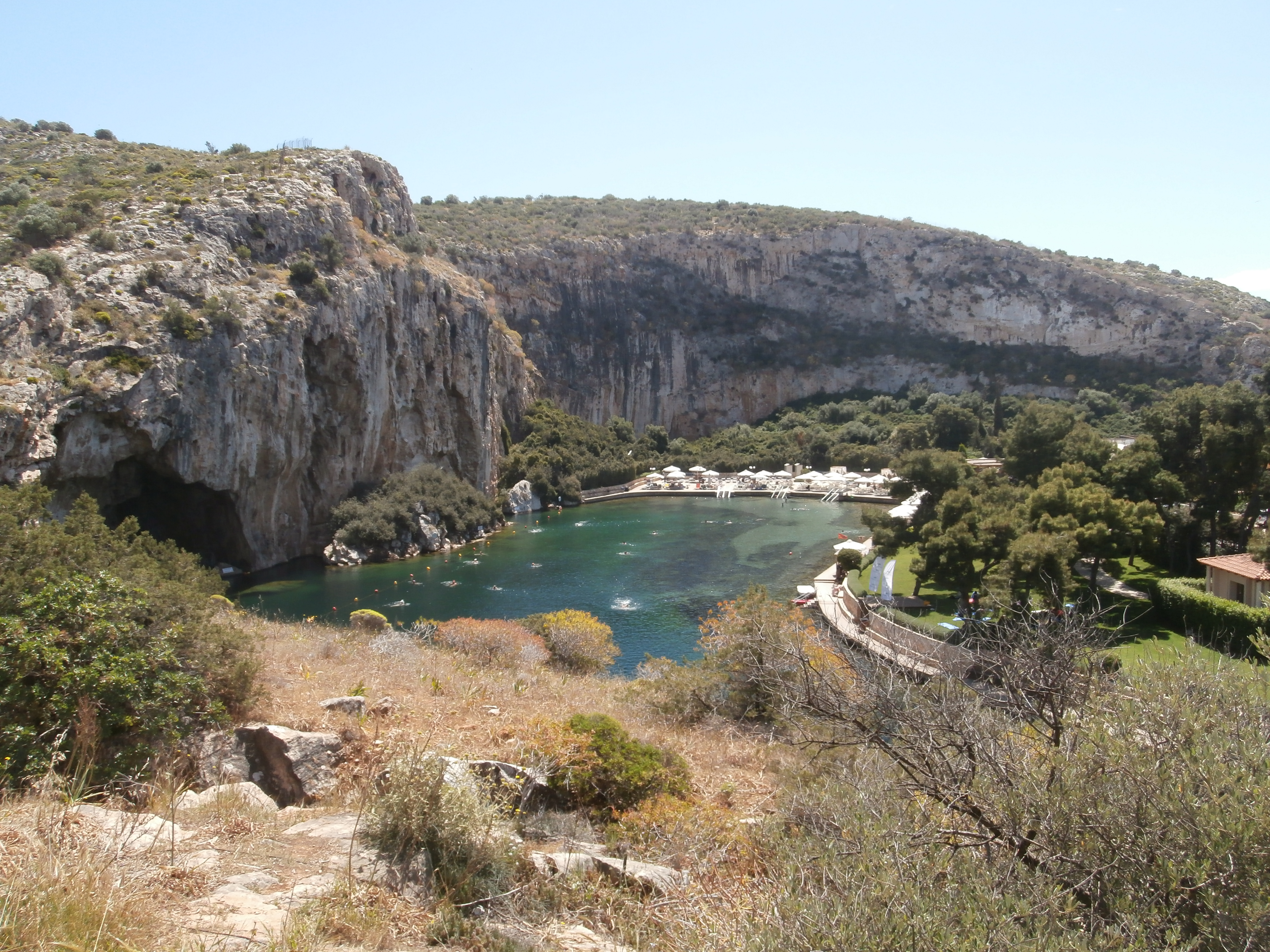
دریاچه وولیاگمنی

- کلیسای بانو فانرومنی

### سنت دیمیتریوس
- کلیسای سنت دیمیتریوس
- کلیسای عروج خدا

### کروپی
- کلیسای جمعه مقدس
- کلیسای همه مقدسین

### لاگونیسی
- پارک بوم‌شناختی کالما

### کالویا توریکو
- صومعه سنت دیمیتریوس کالویا
- مرکز تفریح کودکان در کالویا توریکو
- موزه مواد معدنی

### مارکوپولو مسگیاس
- سینما آرتمیس
- کلیسای سنت نیکلاس مارکوپولو
- کلیسای آنالیپیس
- باشگاه سوارکاری مارکوپولو

### رافاتی

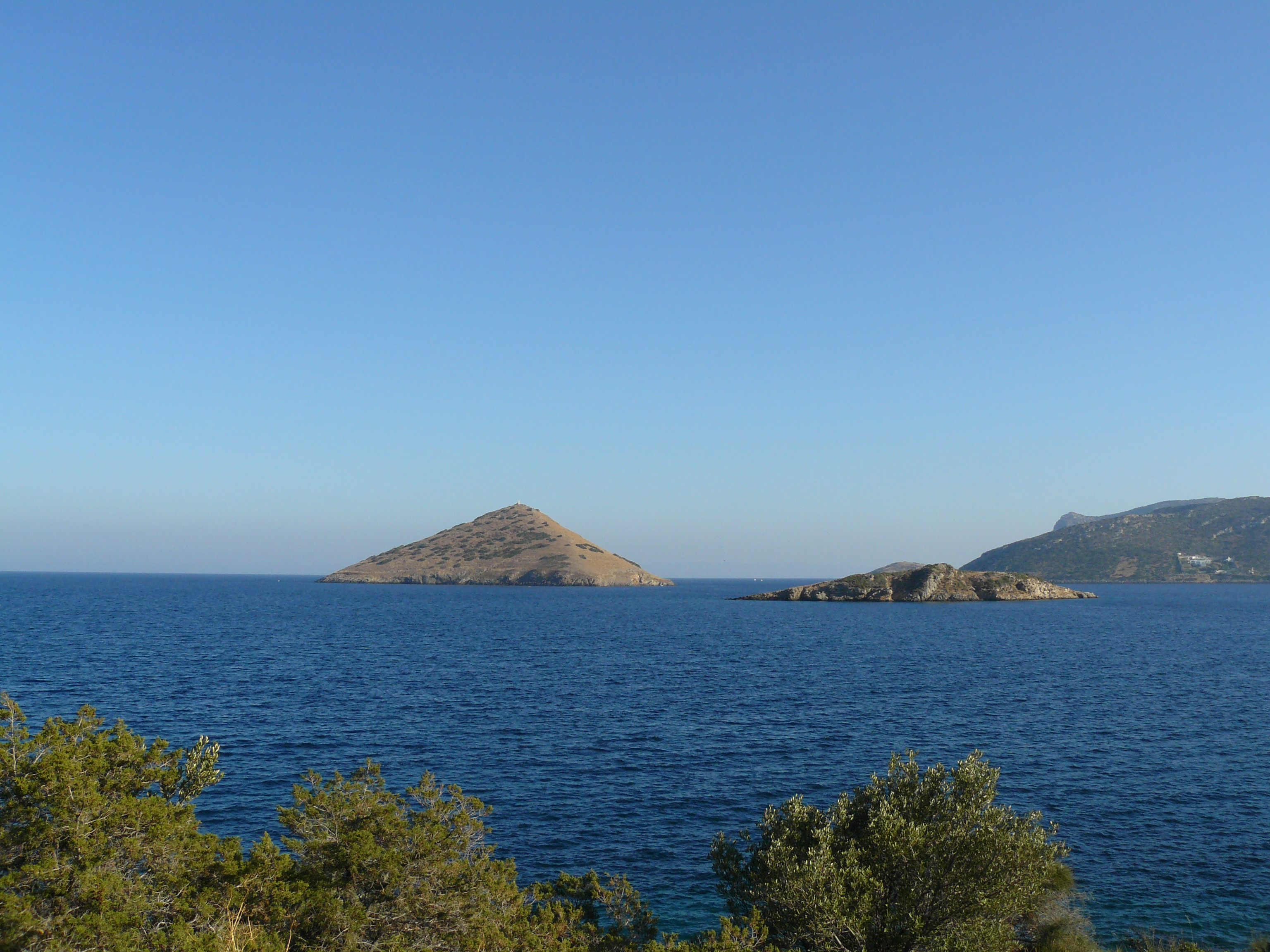
بندر رافاتی

- کلیسای ایمان
- پیست آفرود
- پارک فرهنگی
- کلیسای دیمیتریوس
- کلیسای سانت مارینا

## سواحل برهنگی
- پلاژ پیکپا در وولا
- پلاژ لیمانکیا  در وولیاگمنی (بخشی از پلاژ مخصوص همجنس‌گرایان می‌باشد .)
- پلاژ وارکیزا در واری
- پلاژ ریباس در واری
- پلاژ سنت مارینا در آلتیا
- پلاژ سنت دیمتریوس در سنت دیمتریوس
- پلاژ زامولینا در رافاتی
- پلاژ وراورونا در رافاتی